# Paradeisos
Das Wort Paradeisos (altgriechisch παράδεισος „Tiergarten“, „Park“; lateinisch paradisus; mittelpersisch und hebräisch pardēs) wurde von den Griechen aus dem avestischen pairi-daēza (wörtlich „umgrenzter Bereich“) übernommen. Das griechische Wort bezog sich ursprünglich auf persische Königsgärten, im biblischen Zusammenhang auch auf „Gottesgärten“. In der Septuaginta, der griechischen Übersetzung der Tora, bezeichnet es unter anderem den Garten Eden.

## Vorläufer
Hannes Galter und Lutz Käppel wollen den persischen Paradeisos von assyrischen Königsgärten ableiten. Seit dem 11. Jahrhundert v. Chr. wurden in den assyrischen Palastgärten Bäume und Sträucher angepflanzt sowie exotische Tiere gehalten. Inschriften belegen, dass die Sicherung von Wohlstand und Fruchtbarkeit eine vorrangige Aufgabe assyrischer Könige war. Dies brachte der Palastgarten zum Ausdruck, der zugleich ein Naherholungsraum war. Das Interesse an Hortikultur und Exotik beruht vielleicht auch darauf, dass solche Gärten ein Abbild des Reiches waren, indem Flora und Fauna aus dem ganzen assyrischen Reich präsentiert wurden. Sanherib ließ mehrere Gartenanlagen in Ninive erbauen, am Tigris möglicherweise einen abgeschlossenen Wildpark. Dort fanden wahrscheinlich zeremonielle Jagden statt, wie sie später auf Reliefs von Assurbanipal in Khorsabad abgebildet wurden.

## Persien
Die Achämeniden entwickelten den Palastgarten zum Ziergarten weiter, in dem die königlichen Residenzen standen, und legten auch Wildparks an. Das Bild des berittenen Königs auf der Jagd mit Pfeil und Bogen ist besonders in der sasanidischen Ikonographie häufig.

## Griechenland und Rom
Über Xenophon gelangte die Kenntnis persischer Königsgärten nach Griechenland. Bei den Griechen bezeichnete das Fremdwort paradeisos zunächst eben jene orientalischen, besonders die persischen, mit einem Wall umgebenen Parks. In der Folge war ein paradeisos dann eine großflächige, eingehegte Parkanlage als Teil hellenistischer und römisch-kaiserzeitlicher Palastanlagen, die auch der Vorhaltung von Wildtieren für die Jagd diente.

## Altes Testament und Christentum
Mit der Zeit wurde die Vorstellung des Paradiesgartens auch auf „Gottesgärten“ angewandt, die einen religiösen Bezug hatten. Vom Paradeisos leitet sich der Ausdruck Paradies für den Garten Eden ab. Paradeisos wurde so zu einem Bestandteil der religiösen Sprache.
Im Neuen Testament kommt der Begriff, anders als im Alten Testament nur selten vor (Lukas 23,43; 2 Korinther 12,4; Apokalypse 2,7). Später bezeichnete Paradies auch den Narthex, eine Vorhalle von Kirchen.